# Плуталов, Николай Максимович
Николай Максимович Плуталов (1861—?) — русский военный деятель, генерал-майор (1917). Герой Первой мировой войны.

## Биография
Из дворянского рода Плуталовых, сын Максима Ивановича Плуталова (1807-?) — коллежского асессоpа, Княгининского уездного казначея. В 1878 году получил образование в Нижегородском кадетском корпусе и вступил в службу. В 1880 году, после окончания Константиновского артиллерийского училища, был произведён в прапорщики и определён в Динабургскую крепостную артиллерию. В 1882 году произведён в подпоручики, в 1885 году в поручики, в 1892 году в штабс-капитаны, в 1897 году в капитаны.
С 1887 года ротный командир Ковенской крепостной артиллерией. С 1900 года старший адъютант управления начальника артиллерии 16-го армейского корпуса. В 1904 году произведён в подполковники, командир 4-й батареи 36-й артиллерийской бригады, командир 5-й батареи 41-й артиллерийской бригады. С 1904 года участник русско-японской войны, «за храбрость» в этой компании был награждён орденами Святого Владимира 4-й степени с мечами и бантом и Святой Анны 2-й степени с мечами.
В 1913 году произведён в полковники с назначением командиром 2-го дивизиона 25-й артиллерийской бригады и командиром 1-го дивизиона 15-й артиллерийской бригады, с 1914 года участник Первой мировой войны в составе этой бригады. 24 февраля 1915 года «за храбрость» был награждён Георгиевским оружием:
За то, что с отличной находчивостью управлял огнем батарей, результатом коего и был благоприятный исход боя, так как была дана возможность пехоте перейти в наступление и отбросить австрийскую пехоту
С 1916 года командующий 15-й артиллерийской бригады. 30 октября 1916 года «за храбрость» был награждён орденом Святого Георгия 4-й степени. 2 октября 1917 года произведён в генерал-майоры, состоял в резерве чинов при штабе Одесского военного округа.
После октября 1917 года участник Гражданской войны в составе Вооружённых сил Юга России. С 1919 года состоял в резерве чинов при штабе войск Юго-Западной области, с 1920 года при штабе войск Новороссийской области.

## Награды
- Орден Святого Станислава 3-й степени (1888)
- Орден Святой Анны 3-й степени (1896)
- Орден Святого Станислава 2-й степени (1901; Мечи к ордену — ВП 12.08.1915)
- Орден Святого Владимира 4-й степени с мечами и бантом (1905)
- Орден Святой Анны 2-й степени с мечами (ВП 07.05.1906)
- Орден Святого Владимира 3-й степени с мечами (ВП 19.11.1914)
- Георгиевское оружие (ВП 24.02.1915)
- Орден Святого Георгия 4-й степени (ВП 30.10.1916)